# Acacia williamsiana
Acacia williamsiana é uma espécie de leguminosa do gênero Acacia, pertencente à família Fabaceae.